# Paul Kupperberg

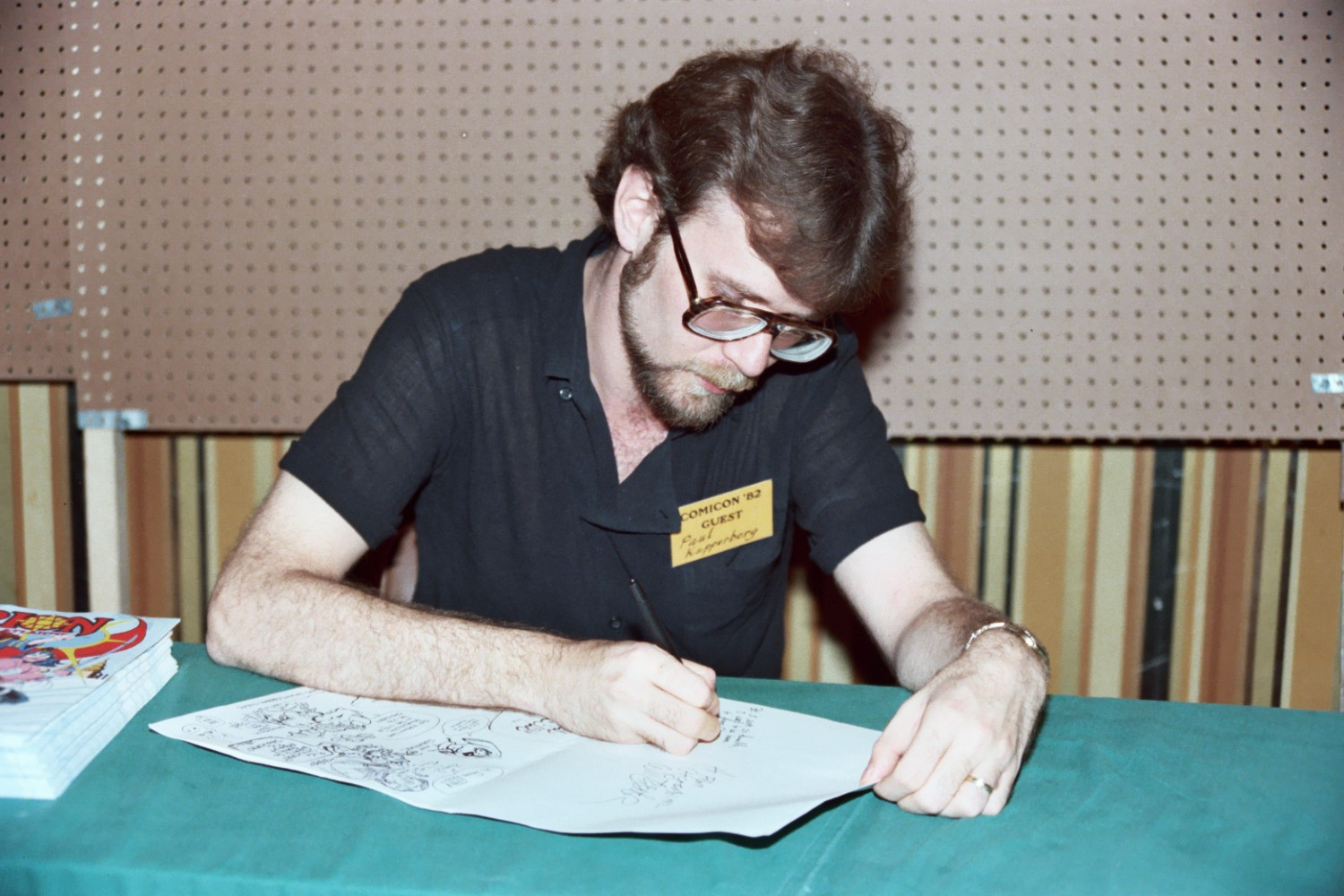
Paul Kupperberg

Paul Kupperberg (Brooklyn, Nova York, 14 de junho de 1955,) é um escritor norte-americano de histórias em quadrinhos.